# Інститут ядерних досліджень РАН
Інститут ядерних досліджень Російської академії наук був організований у 1970 році для створення експериментальної бази і розвитку досліджень і галузі фізики елементарних частинок, атомного ядра, фізики космічних променів і нейтринної астрофізики.
До складу інституту входять Байкальська і Баксанська нейтринні обсерваторії.